# Teoria RRKM
A Teoria Rice–Ramsperger–Kassel–Marcus (RRKM) da reatividade química foi desenvolvida por Rice e Ramsperger em 1927 e Kassel em 1928 (Teoria RRK). A teoria RRK foi generaliza na teoria RRKM em 1952 por Marcus ao levar em conta a teoria do estado de transição desenvolvida em 1935 por Eyring. Estes métodos permitem o cálculo de estimativas da taxa de reação unimolecular a partir de algumas características da superfície de energia potencial.[carece de fontes?]